# Kolonie Fiji
De kolonie Fiji (Engels: Colony of Fiji) was de benaming voor Fiji toen het een Britse kolonie was. 
In 1871 werden de Fiji-eilanden in Oceanië verenigd in het koninkrijk Fiji, een constitutionele monarchie waarbij de daadwerkelijke macht in handen was van kolonisten uit Australië. Binnen enkele maanden kreeg het land echter te maken met grote schulden wat leidde tot sociale en economische onrust. De koning van Fiji, Seru Epenisa Cakobau, bood de Britten daarom de eilanden aan, die van Fiji in 1874 een kolonie maakten. 
Het land bleef een Britse kolonie tot 1970. In dat jaar werd het dominion Fiji een onafhankelijk land met de Britse koningin als staatshoofd. Na een staatsgreep in 1987 werd de republiek Fiji uitgeroepen. 